# Prawo nagłówków Betteridge’a
Prawo nagłówków Betteridge’a – reguła, zgodnie z którą na każdy nagłówek prasowy kończący się znakiem zapytania można odpowiedzieć „nie”. Prawo to zostało nazwane tak od nazwiska Iana Betteridge’a, brytyjskiego dziennikarza piszącego o technice, aczkolwiek ogólna koncepcja prawa jest znacznie starsza. Zjawisko bywa zwane „prawem Davisa” lub „regułą publicystyczną”. 
Nazwisko Iana Betteridge’a zaczęto kojarzyć z tym pojęciem po tym, gdy sformułował je w lutym 2009 roku, analizując artykuł serwisu TechCrunch z nagłówkiem „Czy serwis Last.fm właśnie przekazał informacje o słuchanej przez użytkowników muzyce do RIAA?” (ang. Did Last.fm Just Hand Over User Listening Data To the RIAA?). Pisał o nieodpowiedzialnym dziennikarstwie, tłumacząc:

Ta historia doskonale ilustruje moją tezę, że na każdy nagłówek kończący się znakiem zapytania można odpowiedzieć „nie”. Powodem, dla którego dziennikarze stosują takie nagłówki, jest ich świadomość, że dana opowieść to prawdopodobnie bzdura i nie ma pokrycia w źródłach ani faktach, ale mimo to chcą, by się ukazała.

Pięć lat przed artykułem Betteridge’a analogicznej obserwacji dokonał brytyjski dziennikarz Andrew Marr i zamieścił ją w książce My Trade z 2004. Była to jedna z sugestii Marra dotycząca tego, jak czytelnik powinien interpretować teksty gazetowe.

Jeśli nagłówek zadaje pytanie, spróbuj odpowiedzieć „nie”. Czy to prawdziwa twarz młodych Brytyjczyków? (rozsądny czytelnik odpowie: nie). Czy znaleźliśmy lekarstwo na AIDS? (nie, inaczej nie stawialibyście znaku zapytania). Czy ten plan stanie się kluczem do zawarcia pokoju? (prawdopodobnie nie). Nagłówek kończący się znakiem zapytania oznacza, że w ogromnej większości przypadków historia jest tendencyjna lub wyolbrzymiona. Często jest to przerażająca wiadomość albo próba nobilitacji zwyczajnego i szablonowego kawałka raportu do rangi narodowej kontrowersji, a najchętniej do rangi narodowej paniki. Dla dziennikarza zajętego polowaniem na prawdziwe informacje znak zapytania oznacza: „nie kłopocz się za bardzo czytaniem tego”.

W pracach naukowych prawo to nie obowiązuje – wręcz przeciwnie, na pytanie zadane w nagłówku przeciętnej pracy naukowej treść częściej sugeruje odpowiedź twierdzącą.